# Working with God
Working with God — 24-й студийный альбом американской рок-группы Melvins, выпущенный 26 февраля 2021 года на лейбле Ipecac Recordings. Издание Loudwire поставило диск на 32-ю позицию в списке лучших рок/метал альбомов 2021 года.

## Об альбоме
В группу вернулся ударник Майк Диллард, таким образом, Melvins записывали Working with God в оригинальном составе 1983 года. Также группа анонсировала переиздание альбомов Gluey Porch Treatments (1987) и Hostile Ambient Takeover (2002) на Ipecac Records.

## Критика
| Совокупная оценка | Совокупная оценка |
| Источник          | Оценка            |
| ----------------- | ----------------- |
| Metacritic        | 79/100            |
| Оценки критиков   |                   |
| Источник          | Оценка            |
| AllMusic          | [ 6 ]             |

Как отметило издание AllMusic, Melvins на альбоме вернулись к "сладковатому и тошнотворному" прото-гранжу — к стилю, который они впоследствии усовершенствовали на альбомах Ozma (1989) и Bullhead (1991). Хотя группе уже 40 лет, они по-прежнему остаются хозяевами своей ниши. Музыканты легко экспериментируют, не заботясь о том, чтобы кого-то впечатлить. По этой причине альбом порой совершенно непредсказуем, даже по меркам Melvins.

## Список композиций
Слова и музыка всех песен — Баззом Осборном, за исключением указанных авторов.
| №                   | Название                                                                       | Автор(ы)                              | Длительность |
| ------------------- | ------------------------------------------------------------------------------ | ------------------------------------- | ------------ |
| 1.                  | «I Fuck Around» (кавер на песню "I Get Around" группы Beach Boys)              | Брайан Уилсон, Майк Лав               | 2:20         |
| 2.                  | «Negative No No»                                                               |                                       | 3:51         |
| 3.                  | «Bouncing Rick»                                                                |                                       | 3:39         |
| 4.                  | «Caddy Daddy»                                                                  |                                       | 4:26         |
| 5.                  | «1 Brian, the Horse-Faced Goon»                                                |                                       | 0:43         |
| 6.                  | «Brian, the Horse-Faced Goon»                                                  | Дейл Кровер, Базз Осборн              | 2:06         |
| 7.                  | «Boy Mike»                                                                     |                                       | 3:47         |
| 8.                  | «1 Fuck You» (трибьют/кавер на песню Гарри Нилсона "You're Breakin' My Heart") | Гарри Нилсон                          | 2:28         |
| 9.                  | «Fuck You»                                                                     |                                       | 0:11         |
| 10.                 | «The Great Good Place»                                                         |                                       | 3:51         |
| 11.                 | «Hot Fish»                                                                     | Базз Осборн, Тревор Данн              | 5:00         |
| 12.                 | «Hund»                                                                         |                                       | 3:15         |
| 13.                 | «Good Night Sweetheart»                                                        | Келвин Картер, Джеймс "Pookie" Хадсон | 2:10         |
| Общая длительность: | Общая длительность:                                                            | Общая длительность:                   | 37:47        |

### Участники группы
- Базз Осборн — гитара, вокал
- Дейл Кровер — басс, вокал, ударные
- Майк Диллард — ударные, вокал

### Прочие
- Тоши Касаи – звукорежиссура
- Джон Голден – мастеринг
- Маки Осборн – дизайн обложки альбома